# Anand (huyện)
Huyện Anand là một huyện thuộc bang Gujarat, Ấn Độ. Thủ phủ huyện Anand đóng ở Anand. Huyện Anand có diện tích 2942 ki lô mét vuông. Đến thời điểm năm 2001, huyện Anand có dân số 1856712 người.